# 873
| 873                |
| ------------------ |
| Dødsfald - Fødsler |
|                    |

| Gregoriansk kalender | 873 DCCCLXXIII          |
| Ab urbe condita      | 1626                    |
| Armensk kalender     | 322 ԹՎ ՅԻԲ              |
| Kinesiske kalender   | 3569 – 3570 壬辰 – 癸巳 |
| Etiopisk kalender    | 865 – 866               |
| Jødisk kalender      | 4633 – 4634             |
| Hindukalendere       |                         |
| - Vikram Samvat      | 928 – 929               |
| - Shaka Samvat       | 795 – 796               |
| - Kali Yuga          | 3974 – 3975             |
| Iransk kalender      | 251 – 252               |
| Islamisk kalender    | 259 – 260               |

Se også 873 (tal)

## Dødsfald
| År | Spire Denne artikel om et år, årti, århundrede eller årtusinde er en spire som bør udbygges. Du er velkommen til at hjælpe Wikipedia ved at udvide den. |